# Bunker Kunersdorf

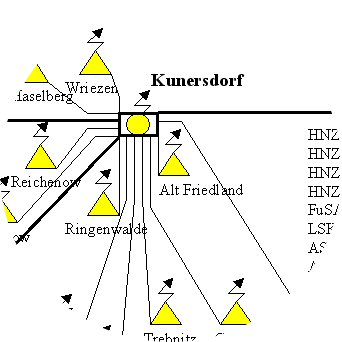
Schema ASS und Anschaltung an die Funksendestelle Kunersdorf (Auszug)

Der Bunker Kunersdorf bei Wriezen in der Gemeinde Bliesdorf in Brandenburg gehörte als Element der gedeckten Vorbereitung des Territoriums der DDR auf einen möglichen Krieg zur Hauptführungsstelle des Ministeriums für Nationale Verteidigung. Der Bunker befindet sich westlich von Kunersdorf. Die Bauhülle bestand aus zwei Etagen, in denen sowohl die funktechnischen als auch allgemeinen Einrichtungen für das Betreiben des Bunkers installiert waren. Ergänzend zu den im Bunker installierten Funksendern waren weitere elf abgesetzte Sendestellen (ASS) in Stahlkesseln mit posttypischen Überbau, auch als „Sputniks“ bezeichnet, auf einer Fläche von  ca. 400 km² im Umkreis von Kunersdorf errichtet. Der Bunker wurde im Jahre 1982 fertiggestellt und in Betrieb genommen. 
Er ist gelistet unter den Bezeichnungen Objekt 17/448 (Nutzlast), Funksendezentrale, Frankfurt (O)- 448 oder ZSTM (Zentralstelle für Tast- und Modulationsleitungen).

## Ursprüngliche Nutzung
Seiner Funktion und Aufgaben entsprechend stellte er die abgesetzte Funksendezentrale der Hauptführungsstelle des Ministeriums für Nationale Verteidigung dar, war geographisch ca. 12 km östlich von Harnekop, südlich der Stadt Wriezen gelegen.
Neben seiner Funktion als Funksendezentrale stellte der Bunker im Funkverbindungssystem der NVA ein zentrales Element dar und war zugleich Kommunikationszentrale für Tast- und Modulationsleitungen für die Nutzung von Sendern aus Funkempfangszentralen an jedem beliebigen Ort des Territoriums der DDR, sowohl für stationäre als auch mobile Sendestellen. In dieser Eigenschaft arbeitete er eng mit der Funksendezentrale des MfNV und der Nachrichtenzentrale Wostok, d. h. der Hauptnachrichtenzentrale des MfNV zusammen. Mit der dezentralisierten Installation wurde nicht nur die Überlebensfähigkeit der Arbeit der Funksendezentrale, sondern auch die Flexibilität des gesamten Funkverbindungssystems wesentlich erhöht.

## Nutzung nach 1990
Das Gelände wurde zunächst als Flüchtlingsunterkunft genutzt. Heute ist das Gesamtareal der Bunkeranlage privatisiert und wird von dem gemeinnützigen Verein „Förderverein Rüsterbusch Kunersdorf 2008“ betreut. Die Anlage soll als Denkmal des Kalten Krieges und als technisches Denkmal erhalten werden.
Seit dem 30. Juni 2011 ist der Bunker der Öffentlichkeit zugänglich und kann an festen Terminen besichtigt werden.

## Bilddokumente

Bunker Kunersdorf
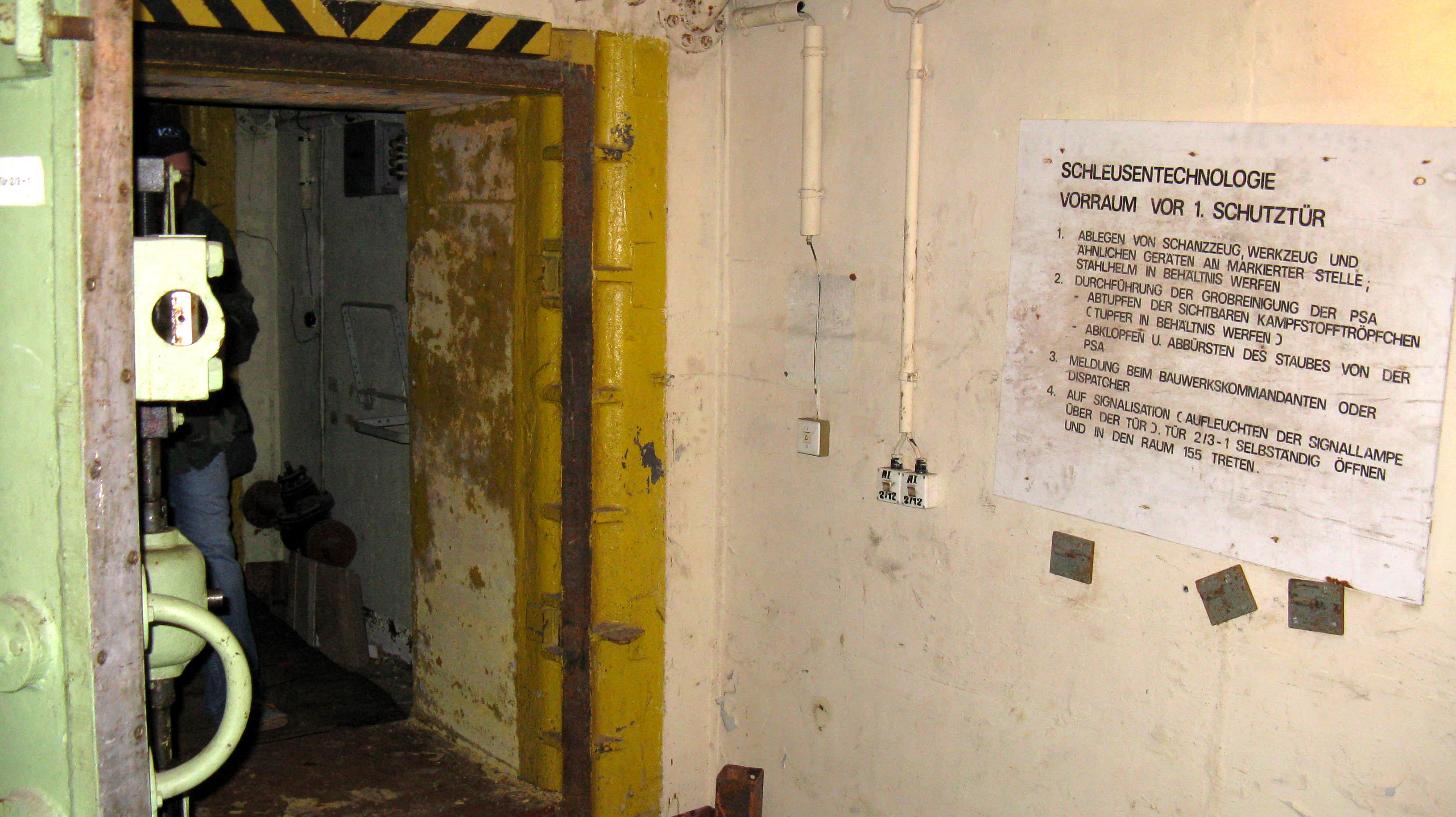
Eingang in den Bunker
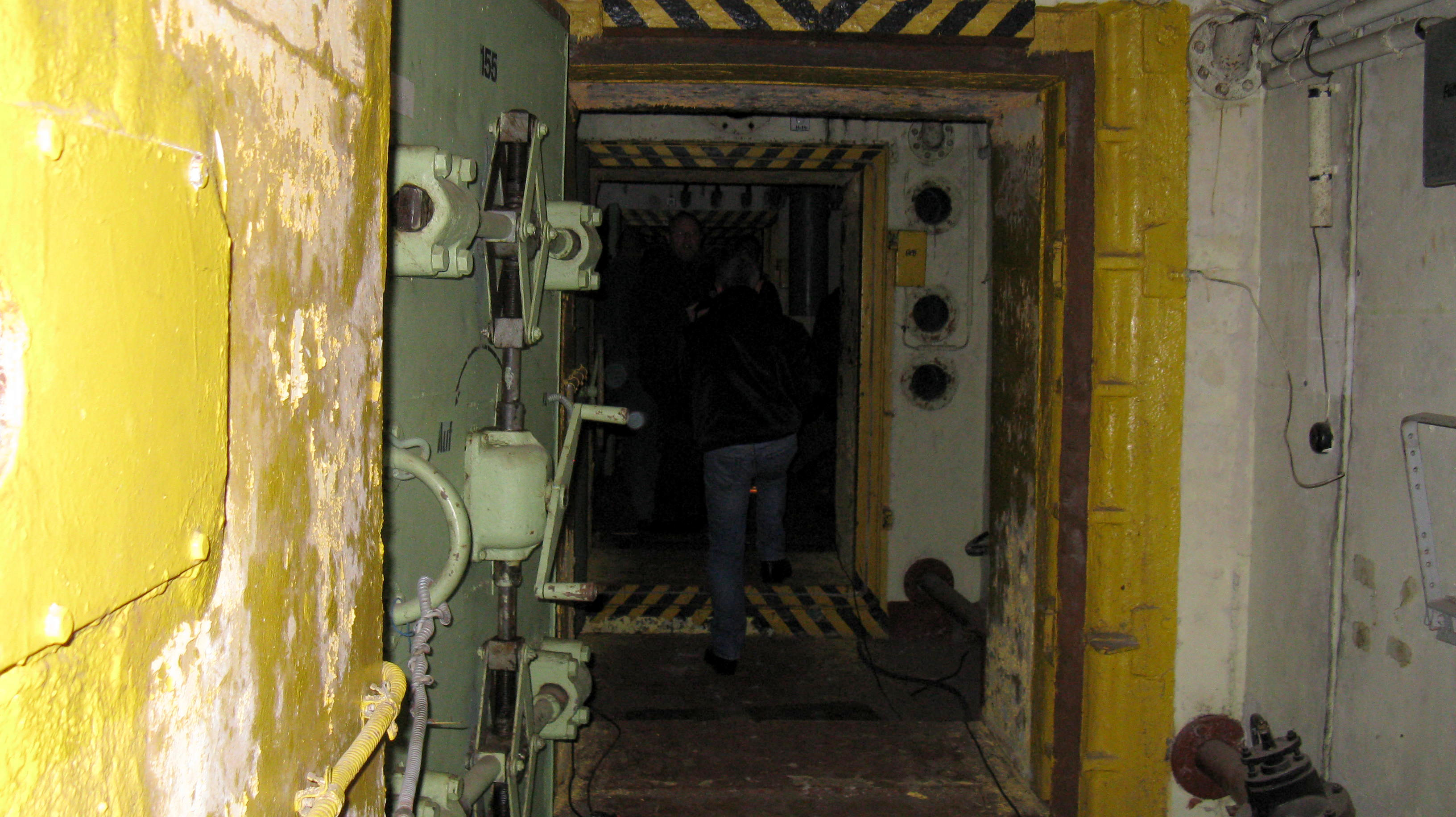
Schleusenbereich
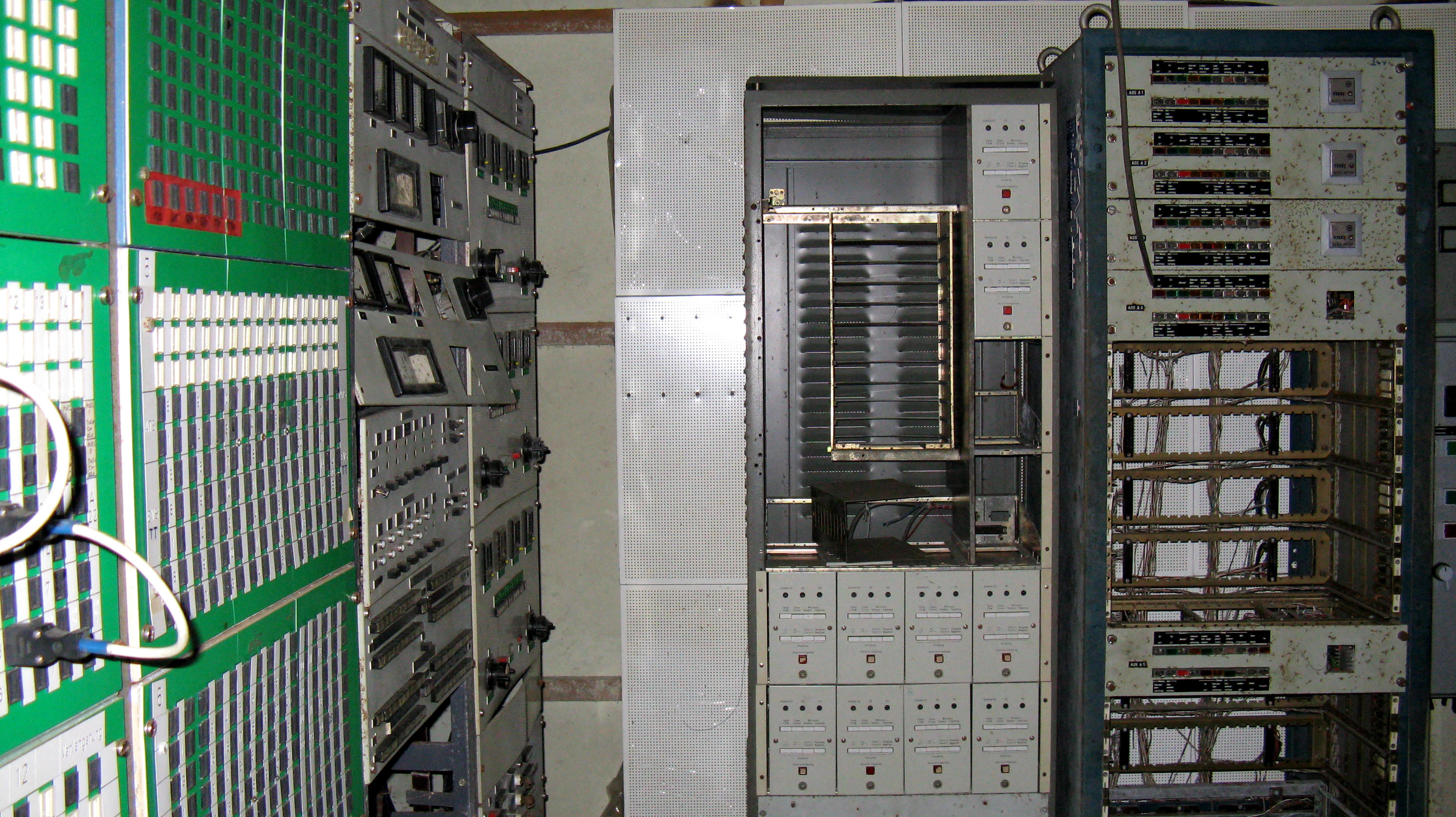
Nachrichtenzentrale (NZ), Teilbereich Schaltzentrale
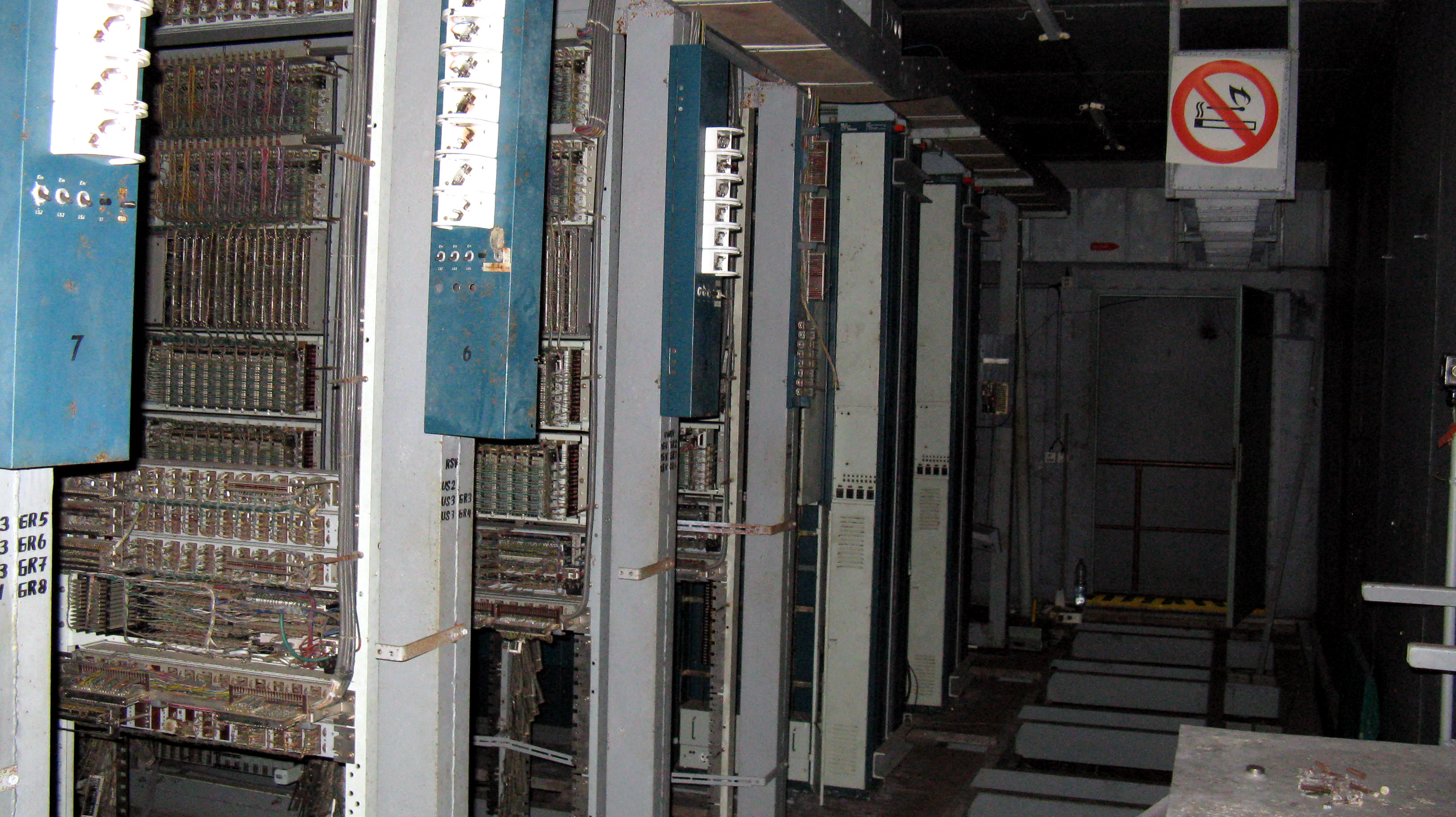
NZ, Teilbereich Telefonzentrale
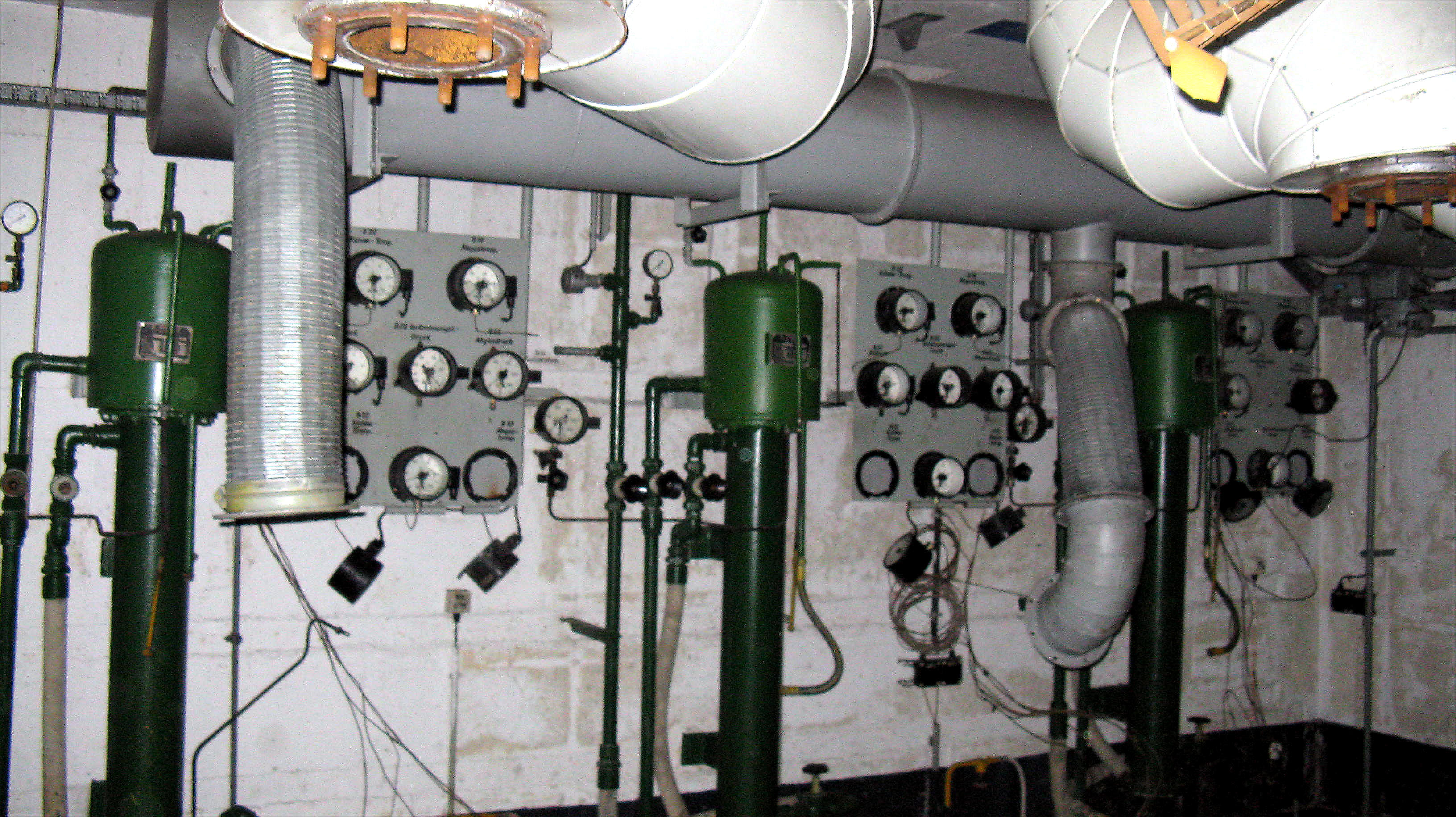
Notstromversorgung
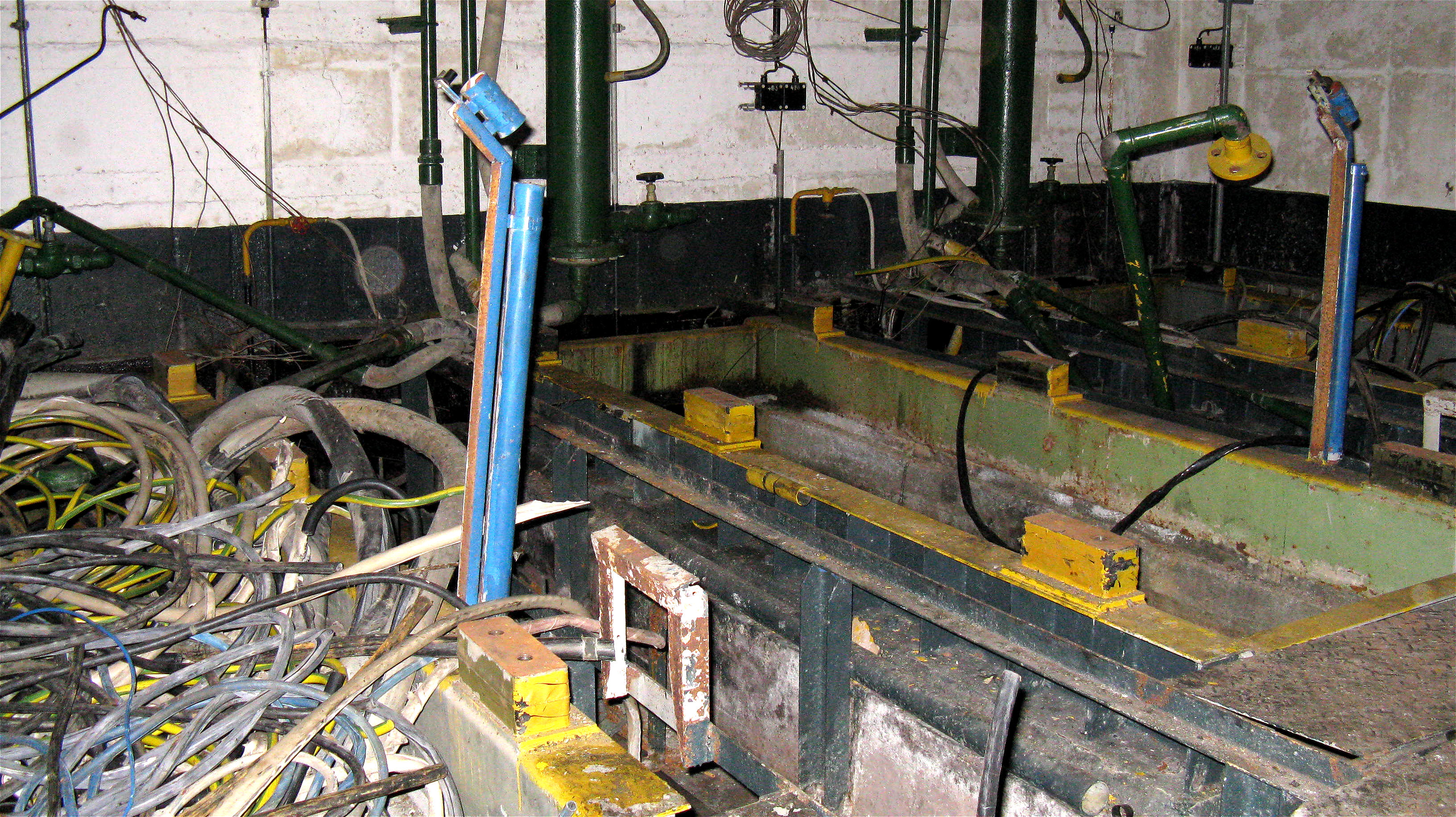
Fundamentwannen der Netzersatzaggregate
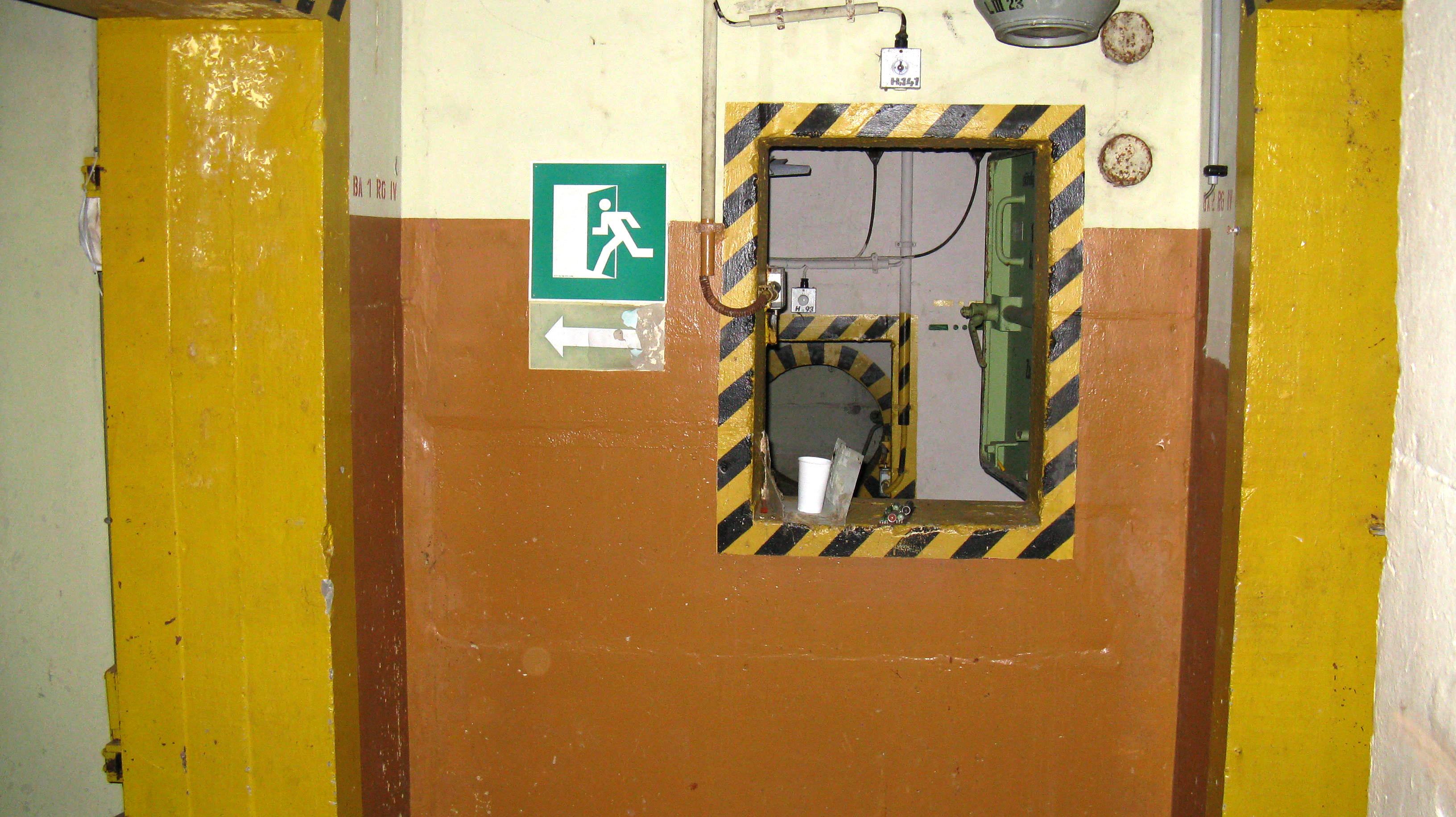
Notausstieg
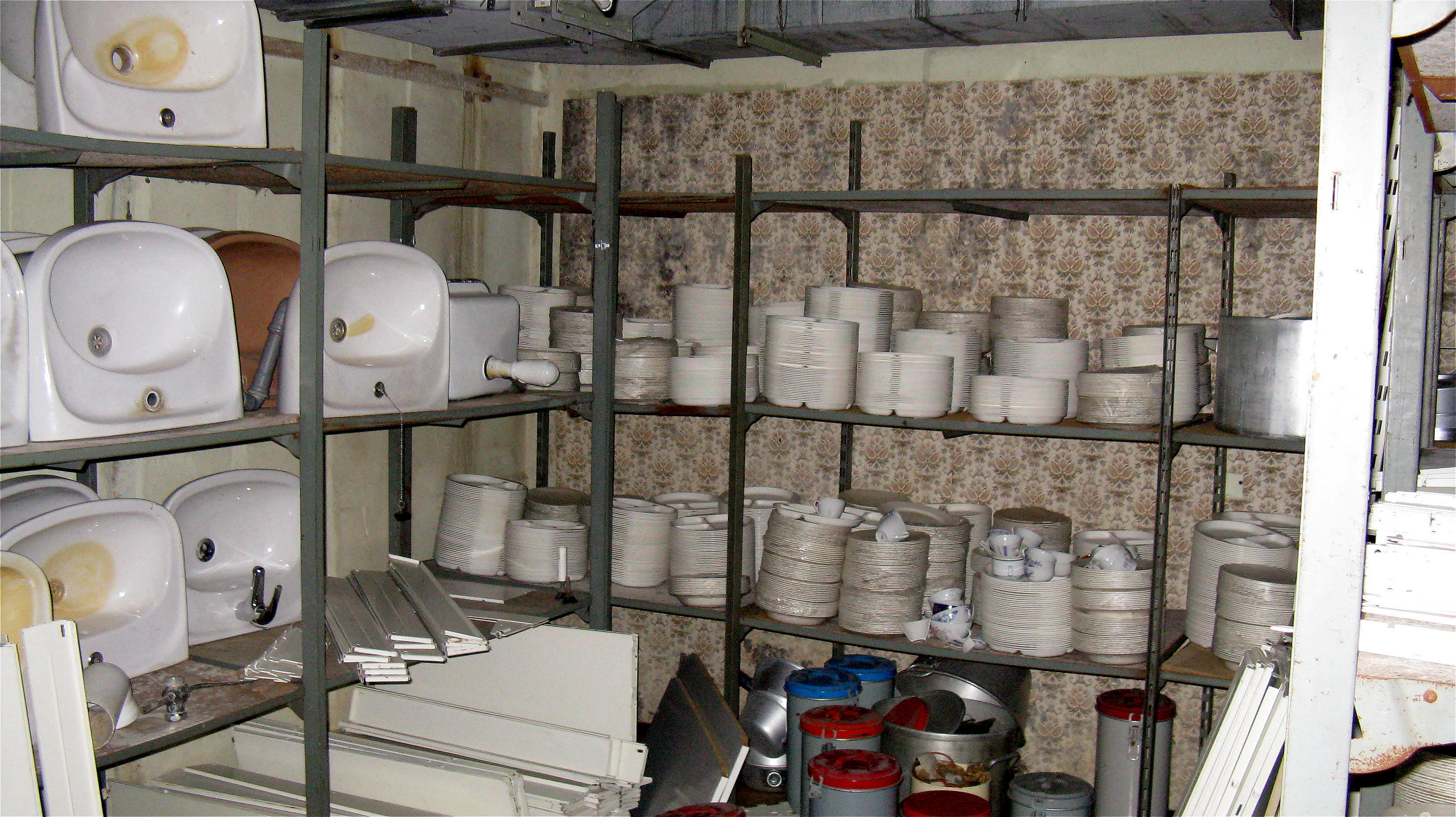
Reste aus der Zeit als Flüchtlingsunterkunft